# Retrato de don García Ibáñez de Múgica
Retrato de don García Ibáñez de Múgica de Bracamonte es un lienzo atribuido al Greco. Consta con el número X-169 en el catálogo razonado de obras de este artista, realizado por su especialista, Harold Wethey.

## El personaje
Don García Ibáñez de Múgica de Bracamonte (primera mitad del siglo XV ?, c. 1519) era descendiente de una familia de hidalgos que no pertenecía a la nobleza ni a los parientes mayores del País Vasco. Esta familia tenía una casa-torre en Ordizia (Guipúzcoa). García Ibáñez de Múgica ascendió a las más altas instancias del poder al contraer matrimonio con Aldonza de Bracamonte, hija de Juan de Bracamonte, señor de Fuente el Sol y de Teresa de Vargas, vecina de Ávila. Con este matrimonio, García Ibáñez entró a formar parte de la poderosa familia Bracamonte.

## Análisis de la obra

### Datos técnicos y registrales
- Museo de la Catedral de Ávila;
- Pintura al óleo sobre lienzo;
- Datación: siglo XVII, según Wethey;
- Dimensiones: 120 x 100 cm;
- Obra auténtica del Greco, según Cossío,[4] Elizabeth du Gué Trapier, Mayer y Camón Aznar.[5]

### Descripción de la obra
El personaje aparece retratado de medio cuerpo, de pie, ante una mesa cubierta con un tapete verde. La mano izquierda reposa sobre un libro cerrado, junto a un bonete, mientras que la derecha está sobre el pecho. Las manos presentan una deformación y un blandura inusual en los retratos del Greco, que sugieren la intervención de Jorge Manuel Theotocópuli, con un antecedente en el Retrato de un maestro.
Según Wethey se trata de una obra de principios del siglo XVII, realizada por un seguidor del Greco. La negra figura destaca sobre un fondo oscuro, que contrasta con el tapete verde. El color, la técnica y el dibujo, según dicho autor, no son propios del Greco, ni siquiera después de la limpieza del lienzo en 1963.
Según Gudiol —y a pesar de su mal estado de conservación— se trata de una obra auténtica del Greco, aunque en ella no se nota el mismo interés por el personaje que hay en sus mejores retratos. La postura de la mano derecha es casi la misma que la del Retrato de Francisco de Pisa, pero aquí sobre una mesa hay un bonete negro. El personaje aparece un tanto congelado en su actitud, con un estrecho cuello blanco y puños también blancos, que separan su afilado rostro y sus manos de la vestimenta negra. El fondo tiene unos ritmos verticales, resaltando las estructuras de la pared.